# Finale der FIFA Frauen-Weltmeisterschaft 2023

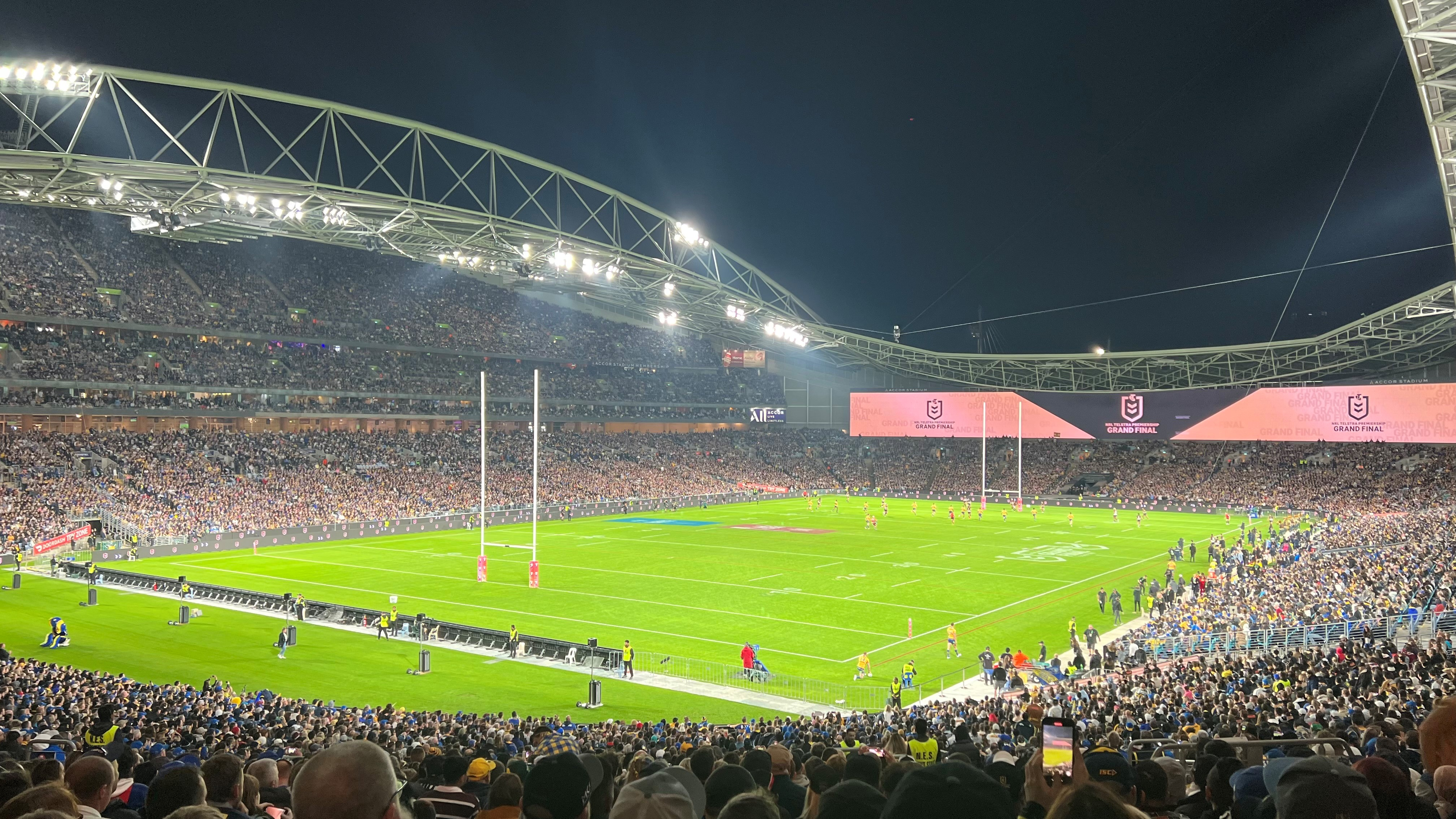
Das Finale wurde im Stadium Australia in Sydney ausgetragen.

Das Finale der FIFA Frauen-Weltmeisterschaft 2023 war ein Fußballspiel, das den Sieger der FIFA Frauen-Weltmeisterschaft 2023 ermittelte. Das Spiel fand am 20. August 2023 im Stadium Australia in Sydney, Australien, statt und wurde zwischen Spanien und England ausgetragen. An dem Turnier nahmen neben Gastgeber Australien und Neuseeland 30 weitere Mannschaften teil, die sich in der von den sechs FIFA-Konföderationen organisierten Qualifikationsphase durchgesetzt hatten. Die 32 Mannschaften traten in einer Gruppenphase gegeneinander an, aus der sich 16 Teams für die K.o.-Phase qualifizierten. Das Endspiel fand vor 75.784 Zuschauern statt und wurde von Tori Penso aus den Vereinigten Staaten geschiedsrichterlich geleitet.
Für beide Finalistinnen war es die erste Teilnahme an einem Frauen-Weltcup-Finale. Beide Teams wollten das zweite Land werden, das sowohl bei der Männer- als auch bei der Frauen-WM den Titel holt – Deutschland gelang das 2003 – und das erste Team, das die UEFA vertritt und das Turnier seit Deutschland 2007 gewinnt. Es war das dritte rein europäische Finale bei einer Frauen-WM nach 1995 und 2003, die beide zwischen potenziellen neuen Weltmeistern ausgetragen wurden.
Spanien gewann das Finale mit 1:0 durch ein Tor von Olga Carmona, das von Mariona Caldentey vorbereitet wurde. Sie sind das zweite Land, das sowohl die Männer- als auch die Frauen-Weltmeisterschaft gewonnen hat, und – nach Brasiliens Männerteams zwischen 2003 und 2005 – erst das zweite Land, das alle drei Weltmeisterschaften des gleichen Geschlechts (A-Nationalmannschaft, U-20 und U-17) gleichzeitig gewonnen hat.

## Hintergrund
Beide Teams gaben ihr Debüt bei einer Frauen-WM-Endrunde und vertraten Länder, deren Männer-Nationalmannschaften als Final-Debütanten die FIFA-Weltmeisterschaft gewonnen hatten. Spanien hatte bereits an zwei Frauen-Weltmeisterschaften teilgenommen und war 2019 bis ins Achtelfinale vorgedrungen. England hatte an fünf Frauen-Weltmeisterschaften teilgenommen und erreichte sein bestes Ergebnis im Jahr 2015, als es Dritter wurde.
Dieses Finale war das dritte rein europäische Finale in der Geschichte der Frauen-WM nach 1995 – als Norwegen seinen ersten Titel durch einen Sieg gegen Deutschland in Stockholm gewann – und 2003 – als Deutschland seinen ersten Titel durch ein Golden Goal gegen Schweden in den Vereinigten Staaten gewann und damit das erste Land wurde, das beide Senioren-Weltmeisterschaften gewann; damals hatte die Herrenmannschaft drei Weltmeistertitel gewonnen. Beide Teams wären damit die ersten europäischen Mannschaften, die das Turnier seit Deutschland 2007 gewinnen. Beide Mannschaften wären auch die ersten neuen Weltmeister bei den Frauen seit Japan im Jahr 2011.
Es war das siebzehnte Aufeinandertreffen der beiden Mannschaften, wobei England mit sieben zu drei Siegen und sechs Unentschieden die Nase vorn hat. Drei dieser Begegnungen fanden im Rahmen eines großen Turniers statt, alle bei der UEFA-Frauenmeisterschaft, wobei die Engländerinnen die letzten beiden Begegnungen bei den Turnieren 2017 und 2022 gewannen.
Der Spanier Jorge Vilda leitete seine vierte große Meisterschaft in Folge und die zweite bei der Frauen-Weltmeisterschaft. Er wollte der erste Mann werden, der eine Frauen-WM-Mannschaft zum Sieg führt, seit Norio Sasaki mit Japan im Jahr 2011.
Die Engländerin Sarina Wiegman stand zum vierten Mal in Folge im Finale einer großen Meisterschaft, nachdem sie die Frauen-Europameisterschaft 2017 gewonnen hatte und bei der Frauen-WM 2019 mit ihrem Heimatland Niederlande Vizeweltmeisterin geworden war; außerdem gewann sie als englische Trainerin die Frauen-Europameisterschaft 2022. Sie wollte die erste Trainerin werden, die das Turnier mit einer ausländischen Nationalmannschaft gewinnt, und die älteste Trainerin, die das Turnier gewinnt, da sie während des Finales 53 Jahre, 9 Monate und 25 Tage alt war. Sollte sie verlieren, wäre sie die erste Trainerin, die zwei Frauen-WM-Endspiele verloren hat.

## Veranstaltungsort
Das Finale wurde im Stadium Australia in Sydney, New South Wales, ausgetragen. Das Stadion hat ein Fassungsvermögen von 75 784 Plätzen und war während der Weltmeisterschaft Schauplatz von vier Spielen, darunter ein Halbfinale. Das Stadion wurde als Austragungsort des Endspiels bestätigt, als die endgültigen Stadien für die Weltmeisterschaft am 31. März 2021 festgelegt wurden.
Es wurde für die Olympischen Sommerspiele 2000 gebaut und im März 1999 eröffnet. Neben der Eröffnungs- und Abschlussfeier sowie den Leichtathletikwettbewerben war das Stadion auch Austragungsort des Fußball-Goldmedaillenspiels der Männer. Das Stadion wurde auch als Austragungsort für den AFC-Asien-Pokal 2015 der Männer gewählt, wo sieben Spiele ausgetragen wurden, darunter das Finale, das Australien gegen Südkorea gewann und damit zum ersten Mal das Turnier gewann. Hier fand 2005 auch der Sieg im Elfmeterschießen gegen Uruguay im OFC-CONMEBOL-Playoff statt, mit dem sich die Socceroos für die Weltmeisterschaft 2006 qualifizierten, die erste Teilnahme seit 1974.

## Weg zum Finale

### Spanien
| Phase | Gegner      | Ergebnis             |
| ----- | ----------- | -------------------- |
| 1     | Costa Rica  | 3:0 (3:0)            |
| 2     | Sambia      | 5:0 (2:0)            |
| 3     | Japan       | 0:4 (0:3)            |
| R16   | Schweiz     | 5:1 (4:1)            |
| VF    | Niederlande | 2:1 n. V. (1:1, 0:0) |
| HF    | Schweden    | 2:1 (0:0)            |

Spanien qualifizierte sich 1997 erstmals für ein großes Frauenturnier und erreichte bei seiner ersten Europameisterschaft das Halbfinale. 2015 qualifizierte sich das Land erstmals für eine Frauen-Weltmeisterschaft. Ihr bisher bestes Ergebnis bei einer Frauen-WM war das Ausscheiden im Achtelfinale 2019.
Vor dem Turnier lag Spanien auf Platz sechs der FIFA-Frauen-Weltrangliste. Sie wurden in die Gruppe C mit Japan, Costa Rica und Sambia, dem Weltmeister von 2011, gelost. Im Eröffnungsspiel der Weltmeisterschaft gegen Costa Rica gab es ein Eigentor der costa-ricanischen Spielerin Valeria del Campo, bevor Tore von Aitana Bonmatí und Esther González innerhalb von vier Minuten einen 3:0-Sieg sicherten. Am darauffolgenden Spieltag sicherte sich Spanien mit einem 5:0-Sieg über Sambia den Einzug in die K.o.-Runde. Das erste Tor erzielte Teresa Abelleira in der neunten Minute, bevor zwei Treffer von Alba Redondo und Jennifer Hermoso, die ihr 100. Am letzten Spieltag gegen Japan wurden die Spanierinnen mit zwei Toren der japanischen Stürmerin Hinata Miyazawa ausgekontert, wodurch Japan mit 4:0 gewann und Spanien den zweiten Platz in der Gruppe belegte.
Im Achtelfinale traf Spanien auf den Sieger der Gruppe A, die Schweiz. Aitana Bonmatí erzielte in der 7. Minute den Führungstreffer, bevor ein Eigentor von Laia Codina, die einen Rückpass zu Cata Coll spielte, den Ausgleich für die Schweiz bedeutete. In den folgenden 30 Minuten erzielte Spanien drei Tore: Alba Redondo, Bonmati und Codina sorgten für eine 4:1-Halbzeitführung. Nach dem zweiten Treffer der Schweiz durch Meriame Terchoun machte Spanien mit dem fünften Tor von Jennifer Hermoso den Sieg perfekt und zog erstmals ins Viertelfinale ein. Spaniens Viertelfinalgegner war die Niederlande, die bei der Weltmeisterschaft 2019 den zweiten Platz belegten. In der ersten Halbzeit wurde den Spanierinnen ein Tor aberkannt, während den Niederländerinnen ein Elfmeter verweigert wurde. In der 81. Minute traf Mariona Caldentey vom Elfmeterpunkt zur frühen Führung für Spanien, nachdem Stefanie van der Gragt den Ball mit der Hand berührt hatte. Neun Minuten später erzielte die nach vorne gerückte van der Gragt nach einer Vorlage von Victoria Pelova den Ausgleichstreffer, so dass das Spiel in die Verlängerung ging. In der 111. Minute erzielte Salma Paralluelo den Siegtreffer und sicherte damit den Einzug ins Halbfinale. Im Halbfinale im Eden Park traf Spanien auf Schweden. Die Spanierinnen gingen zunächst durch Paralluelo in Führung, kassierten dann aber den Ausgleich durch Rebecka Blomqvist. Nur eine Minute später erzielte Olga Carmona ein wunderschönes Tor, das Spanien zum zweiten Mal ins Finale einer Senioren-Weltmeisterschaft brachte, zum ersten Mal seit dem Triumph der Männer 2010 in Johannesburg gegen die Niederlande.

### England
| Phase | Gegner              | Ergebnis             |
| ----- | ------------------- | -------------------- |
| 1     | Haiti               | 1:0 (1:0)            |
| 2     | Dänemark            | 1:0 (1:0)            |
| 3     | Volksrepublik China | 6:1 (3:0)            |
| R16   | Nigeria             | 0:0 n. V., 4:2 i. E. |
| VF    | Kolumbien           | 2:1 (1:1)            |
| HF    | Australien          | 3:1 (1:0)            |

England qualifizierte sich erstmals 1984 für ein großes Frauenturnier, als es bei der Europameisterschaft den zweiten Platz belegte. Für die Frauen-Weltmeisterschaft qualifizierten sie sich erstmals 1999. Ihr bisher bestes Ergebnis bei diesem Turnier war der dritte Platz im Jahr 2015.
Vor dem Turnier hatten die Löwinnen bei der Frauen-Europameisterschaft 2022 als Gastgeberinnen nicht nur ihre erste große Trophäe gewonnen, sondern in der ersten Finalissima der Frauen auch den Sieger der Copa América Femenina, Brasilien, im Elfmeterschießen in Wembley bezwungen. Unter der Leitung von Sarina Wiegman hatten sie außerdem nur einmal verloren – ein Freundschaftsspiel gegen Australien in Brentford (0:2) – und waren als Vierter der FIFA-Frauen-Weltrangliste in die WM gegangen. Sie wurden in die Gruppe D mit Haiti, Dänemark und dem Vizeweltmeister von 1999, China, gelost. In den ersten beiden Spielen gewann England nur mit 1:0 gegen Haiti und Dänemark; die Siegtore waren ein Elfmeter von Georgia Stanway und ein Tor von Lauren James. England brauchte noch einen Punkt, um die Gruppe zu gewinnen, und besiegte China mit 6:1, wobei James zwei Tore erzielte.
Im Achtelfinale traf England auf den Zweitplatzierten der Gruppe B, Nigeria. Während des Spiels waren die Engländerinnen gegen die Nigerianerinnen unterlegen, da Nigeria in der Weltrangliste sechsunddreißig Plätze hinter England liegt. Dies führte zu einer roten Karte für Lauren James, die zunächst eine gelbe Karte erhielt und dann vom VAR in eine rote Karte umgewandelt wurde, weil sie Michelle Alozie in den Rücken getreten hatte. Nach torlosen 120 Minuten ging das Spiel ins Elfmeterschießen. Nach einem Weitschuss von Georgia Stanway wurden die nächsten vier Elfmeter verwandelt, und da Nigeria im Gegenzug zwei Elfmeter verschoss, gewann England das Elfmeterschießen mit 4:2. Englands nächster Gegner war Kolumbien, das sein erstes Viertelfinale bei der Weltmeisterschaft bestritt. Nach dem Führungstreffer durch Leicy Santos gelang Lauren Hemp noch vor Ende der ersten Halbzeit der Ausgleich. Durch ein Tor von Alessia Russo in der 63. Minute zogen die Löwinnen ins Halbfinale ein und trafen dort auf Gastgeber Australien. Ella Toone erzielte den ersten Treffer, doch Australien glich durch Sam Kerr aus. Danach erzielten Hemp und Russo weitere Treffer und sicherten England den ersten Finaleinzug bei einer Senioren-Weltmeisterschaft seit dem Sieg der Männer gegen Westdeutschland 1966 in London.

## Vor dem Spiel

### Beamte
Am 18. August 2023 ernannte die FIFA die Amerikanerin Tori Penso zur Schiedsrichterin des Endspiels. Sie war die erste amerikanische Schiedsrichterin, die ein WM-Finale leitete, nachdem sie zuvor bereits bei vier WM-Spielen, darunter das Halbfinale zwischen Australien und England, als Hauptschiedsrichterin fungiert hatte, Damit war sie die erste Schiedsrichterin überhaupt die ein Halbfinale und ein Endspiel leitete. Zuvor leiteten nur zwei Schiedsrichter, John Langenus (1930) und Ivan Eklind (1934) bei der Fußballweltmeisterschaft der Männer ein Halbfinale und Finale. Penso ist seit 2021 als internationale FIFA-Schiedsrichterin tätig, Sie leitete das NWSL-Meisterschaftsspiel 2021 und war damit die erste weibliche Schiedsrichterin in der Geschichte der Major League Soccer. Ihre Assistentinnen, Brooke Mayo und Kathryn Nesbitt, kamen ebenfalls aus den Vereinigten Staaten. Zu ihnen gesellte sich die vierte Offizielle Yoshimi Yamashita aus Japan.

### Auswahl der Mannschaft
Von der Mannschaft, die Spanien in Brighton und Hove in der Verlängerung besiegte und die Frauen-EM 2022 gewann, fehlen England verletzungsbedingt Kapitänin Leah Williamson, Spielerin des Turniers und Torschützenkönigin Beth Mead sowie Fran Kirby. Lauren James steht jedoch wieder zur Verfügung, nachdem sie nach einer Roten Karte im Achtelfinale gegen Nigeria für das Viertel- und Halbfinale gesperrt wurde.
Spanien musste außerdem auf 12 der 15 Spielerinnen verzichten, die sich geweigert hatten, für die Nationalmannschaft zu spielen, bis der Königliche Spanische Fußballverband ihre Bedenken wegen ihrer schlechten mentalen und physischen Gesundheit während der Zeit unter Trainer Jorge Vilda ausgeräumt hatte. Allerdings stand die zweimalige amtierende Ballon-d’Or-Gewinnerin Alexia Putellas zur Verfügung, nachdem sie die Frauen-Europameisterschaft 2022 verletzungsbedingt verpasst hatte.

## Spiel

### Einzelheiten und Statistik
Am 20. August 2023 fand das Fußballspiel zwischen Spanien und England im Stadion Australien in Sydney statt. Spanien gewann mit 1:0 gegen England. Olga Carmona erzielte das einzige Tor in der 29. Minute. Das Spiel fand um 20:00 UTC+10 statt und hatte 75.784 Zuschauer. Die Schiedsrichterin war Tori Penso aus den Vereinigten Staaten. Olga Carmona wurde zur Spielerin des Spiels gewählt.
Spanien spielte mit Cata Coll, Ona Batlle, Irene Paredes, Laia Codina, Olga Carmona, Teresa Abelleira, Aitana Bonmatí, Jennifer Hermoso, Alba Redondo, Salma Paralluelo und Mariona Caldentey. England trat mit Mary Earps, Jess Carter, Millie Bright, Alex Greenwood, Lucy Bronze, Rachel Daly, Georgia Stanway, Keira Walsh, Ella Toone, Alessia Russo und Lauren Hemp an.
Die Statistik des Spiels zeigt, dass Spanien 14 Schüsse insgesamt abgab, davon 5 aufs Tor, während England 7 Schüsse insgesamt hatte, davon 3 aufs Tor. Spanien hatte 57 % Ballbesitz, während England 43 % hatte. Es gab 7 Eckbälle für Spanien und 3 für England. Spanien beging 9 Fouls, während England 15 beging. Es wurden keine Abseitspositionen für Spanien und 5 für England verzeichnet. Beide Teams erhielten jeweils eine gelbe Karte. Es gab keine roten Karten.
Die Spielregeln umfassten 90 Minuten reguläre Spielzeit, mit möglicher Verlängerung von 30 Minuten und einem Elfmeterschießen bei unentschiedenem Spielstand. Jede Mannschaft durfte bis zu fünf Auswechslungen vornehmen, mit einer sechsten erlaubten Auswechslung in der Verlängerung.